# Kazaklambia
Kazaklambia is een geslacht van plantenetende ornithischische dinosauriërs behorend tot de Euornithopoda, dat tijdens het late Krijt leefde in het gebied van het huidige Kazachstan. De enige benoemde soort is Kazaklambia convincens.

## Vondst en naamgeving
In 1968 benoemde Anatoli Konstantinovitsj Rozjdestvenski een nieuwe soort van Procheneosaurus: Procheneosaurus convincens, "de overtuigende", op basis van een fossiel in 1961 door G.A. Belenki gevonden bij Sjoek-Sjoek. De soortaanduiding verwijst naar het feit dat de vondst, het meest complete Mesozoïsche dinosauriërskelet dat ooit op het grondgebied van de Sovjet-Unie was aangetroffen, overtuigend aantoonde dat dinosauriërs ook boven de zogenaamde "dinosauriërhorizon" te vinden waren, die vooroorlogse geologen toch wat te laag aangegeven hadden.
Procheneosaurus was volgens een studie van Peter Dodson in 1975 echter niet meer dan een verzamelbak voor allerlei materiaal van jonge hadrosauriden dat hij grotendeels bij Corythosaurus onderbracht. Daarbij sprak hij zich niet uit over de positie van P. convincens. Vanaf 1982 begonnen sovjetbronnen desalniettemin naar de soort te verwijzen als een Corythosaurus convincens. In 2004 stelde Jack Horner dat de soort een jonger synoniem was van Jaxartosaurus aralensis Riabinin 1938. De meest onderzoekers waren het daar echter niet mee eens en meenden dat er een nieuw geslacht benoemd moest worden. In 2013 werd het geslacht Kazaklambia benoemd door Phil Bell en Kirstin Brink. De geslachtsnaam combineert een verwijzing naar Kazachstan met een verwijzing naar de Lambeosaurinae. De combinatio nova is Kazaklambia convincens, de typesoort is Procheneosaurus convincens. Ter gelegenheid van de benoeming werd de schedel opnieuw beschreven.
Het holotype, PIN 2230, is gevonden in een laag van de Dabrazinskajaformatie die dateert uit het Santonien. Het bestaat uiteen vrij volledig skelet met schedel van een jong dier. Alleen de voorkant van schedel en onderkaken en wat middelste ruggenwervels met hun ribben ontbreken, alsmede de handen, de linkervoet en de staartpunt.

## Beschrijving

### Grootte en onderscheidende kenmerken
Het holotype is ruim vier meter lang; een volwassen dier zal nog verschillende meters langer zijn geworden.
De beschrijving uit 2013 stelde enkele onderscheidende kenmerken vast. Hierin verschilde het holotype van ongeveer even oude jongen van bekende andere verwanten. Het postorbitale heeft een tak richting prefrontale die bovenop verdikt is, een welving vormend naast de welving van het voorhoofdsbeen. Het neusbeen is in een zone vóór en boven de oogkas gewelfd. Het voorhoofdsbeen is breder dan lang.

### Skelet
De welving van het neusbeen is meteen de achterkant van een net zichtbare holle schedelkam op de snuit. Die kam is, voor zover valt na te gaan, relatief hoog. Bij de praemaxilla zijn nog de raakvlakken met neusbeen en prefrontale bewaard; die liggen in elkaars verlengde, en vormen geen scherpe punt. De erg langwerpige voorhoofdsbeenderen kepen de neusbeenderen van achteren in zodat een W-vormige beennaad ontstaat. De voorhoofdsbeenderen vormen samen een welving, een typisch juveniel kenmerk, maar vooraan geen opstaande rand. De wandbeenderen zijn al versmolten. Volgens Teresa Maryańska was er boven de oogkas een supraorbitale aanwezig, wat dan uniek zou zijn voor de hele Lambeosaurinae. Bell vreesde dat zij zich had laten misleiden door wat breuken in het fossiel, hoewel hij moest toegeven dat die dan aan beide zijden van de schedel gelijkvormig aanwezig moeten zijn. Het postorbitale heeft vooraan een welving ondanks de jonge leeftijd van het dier. De achterste tak is in bovenaanzicht gevorkt. De squamosa ontmoeten elkaar in een welving, wat afwijkend is van Jaxartasaurus. Ze vormen een doorlopende richel op de achterrand van het schedeldak, zonder gescheiden te worden door uitlopers van de wandbeenderen zoals bij Jaxartosaurus, Aralosaurus en Velafrons wel het geval is. De achterste tak van het jukbeen is bijlvormig.
De hersenpan is al flink verbeend met vooraan een lang presfenoïde dat uitloopt in een septum interorbitale, een beenschot tussen de oogkassen. Bij Jaxartosaurus is het presefenoïde kort. De tak van het laterosfenoïde naar het prooticum is niet verdikt, anders dan bij Jaxartosaurus. Een ander verschil met dit geslacht dat een horizontale groeve op het laterosfenoïde voor een tak van de nervus trigeminus ontbreekt.

## Fylogenie
Kazaklambia is in 2013 in de Lambeosaurinae geplaatst, in een basale positie. Deze positie is wat onzeker gezien het feit dat juveniele dieren vaak een meer oorspronkelijke vorm hebben en dus basaler uitvallen. Een vermoedelijke verwantschap met Amurosaurus en Tsintaosaurus ondersteunt echter de hypothese dat de lambeosaurinen een oorsprong hebben in Azië.